# Maurice Roy
Maurice Roy (ur. 25 stycznia 1905 w Quebecu, zm. 24 października 1985 tamże) – kanadyjski duchowny katolicki, arcybiskup Quebecu i prymas Kanady, kardynał.

## Życiorys
Studiował w wyższym seminarium duchownym w Laval (prowincja Quebec), następnie na paryskiej Sorbonie, w Instytucie Katolickim w Paryżu i w Papieskim Athenaeum Angelicum w Rzymie. Święcenia kapłańskie przyjął 12 czerwca 1927 w Quebecu. W latach 1930–1946 wykładowca seminarium w Laval (1945–1946 jego przełożony); podczas II wojny światowej był naczelnym kapelanem Sił Zbrojnych Kanady. 22 lutego 1946 został mianowany biskupem Trois-Rivieres, przyjął sakrę biskupią z rąk kardynała Villeneuve (arcybiskupa Quebecu). Od 8 czerwca 1946 także ordynariusz wojskowy Kanady, a w czerwcu 1947 promowany na arcybiskupa Quebecu. Od 1956 prymas Kanady.
Brał udział w obradach Soboru Watykańskiego II (1962-1965). 22 lutego 1965 papież Paweł VI wyniósł go do godności kardynalskiej, nadając tytuł prezbitera Nostra Signora del Ssmo Sacramento e SS. Canadesi. Od stycznia 1967 prezydent Papieskiej Komisji Iustitia et Pax (do grudnia 1976) i Rady ds. Świeckich, od stycznia 1973 prezydent Papieskiego Komitetu ds. Rodziny. Brał udział w pracach sesji Światowego Synodu Biskupów oraz Kolegium Kardynalskiego, a także w obradach dwóch konklawe 1978.
W marcu 1981 złożył rezygnację z dalszych rządów archidiecezją Quebec, a rok później także z godności ordynariusza wojskowego Kanady; w styczniu 1985 ukończył 80 lat i utracił czynne prawo udziału w konklawe.